# Чосон Ільбо
Чосон Ільбо (кор. 조선일보, ханча: 朝鮮日報, англ. The Chosun Ilbo, укр. Корейська щоденна газета) — провідна щоденна газета Південної Кореї і найстаріша щоденна газета в країні. З щоденним тиражем понад 1 800 000 примірників Чосон Ільбо проходить щорічний аудит з моменту створення Аудиторського бюро тиражів в 1993 році. Чосон Ільбо та його дочірня компанія Digital Chosun керують новинним вебсайтом Chosun.com, який також публікує веб-версії газети англійською, китайською та японською мовами.

## Історія
Співтовариство Чосон Ільбо було створено у вересні 1919 року, а компанію Чосон Ільбо заснував Сін Соку 5 березня 1920 року. Газета критикувала, а іноді й прямо протистояла діям японського уряду під час японського колоніального панування (1910—1945).
27 серпня 1920 року видання Чосон Ільбо призупинили після публікації редакційної статті, в якій критикувала те, що, за її словами, японська поліція використовувала надмірну силу проти громадян Кореї. Це була перша подія у серії призупинень. 5 вересня 1920 року, через три дні після скасування першого призупинення, газета опублікувала редакційну статтю: «Чи закрив японський центральний керівний орган нашу газету?» Тоді Чосон Ільбо прикрили на невизначений термін.
У 1927 році редактор і видавець Чосон Ільбо були заарештовані. Редактор був також головним автором. Передбачуваним правопорушенням у цій справі була редакційна стаття, яка описувала жорстоке поводження колоніального уряду із в'язнями. У травні того ж року у відповідь на редакційну статтю з критикою введення військ у Шаньдун видання зупинили вчетверте — цього разу на 133 дні. Видавець і головний автор, Ан Че Хон, знову були ув'язнені.
Після цього Чосон Ільбо залишався в авангарді подій, намагаючись покращити загальне суспільне життя та спонсоруючи спільні заходи. Це був неспокійний період, протягом трьох років президент змінювався тричі. 21 грудня 1935 року, виступаючи проти обов'язкової японської освіти та планів асиміляції корейського народу та мови, Чосон Ільбо випустила 100 000 підручників корейською мовою по всій країні.
Протягом багатьох років компанія Чосон Ільбо також видавалася під багатьма назвами, серед яких щомісячний журнал про поточні справи Youth Chosun, перший у своєму роді в Кореї, та її сестринське видання Jogwang .
31 липня 1940 року газета опублікувала «Уроки американського реалізму», четверту частину редакційної серії. Десять днів потому — після випуску #6923 — правлячий уряд Японії оголосив, що газета офіційно закрита. За двадцять років з моменту заснування видання чотири рази призупиняв японський уряд, а до 1932 року її випуски були конфісковані понад п'ятсот разів.
Коли Корея здобула незалежність у 1945 році, після більш ніж п'ятирічної перерви Чосон Ільбо повернувся до друку.

## Дочірні підприємства
Крім щоденної газети, компанія також видає тижневик Jugan Chosun, щомісячник Wolgan Chosun та інші газети та журнали. Дочірні компанії включають Digital Chosun, Wolgan Chosun, Edu-Chosun та ChosunBiz.

## Позиція щодо Північної Кореї
Chosun Ilbo зайняв скептичну позицію щодо урядової політики Північної Кореї, як-от «політика сонячного світла» Кім Де Чжуна. З цієї причини він викликав жорстку критику та погрози з боку КНДР.

## Суперечності
31 травня 2019 року газета повідомила, що за «невстановленим джерелом», головний дипломат ядерного посла КНДР Кім Хьок Чхоль був страчений розстрільним загоном уряду Північної Кореї. Однак через два дні, 2 червня 2019 року, провідного дипломата бачили на концерті, який сидів за кілька місць від лідера Північної Кореї Кім Чен Ина. 
Популярний викладач Чхве Тхе Сон з каналу Educational Broadcasting System подав до суду на репортера Чосон Ільбо за публікацію статті, яка опублікувала наклеп про прихильність Тхе Сона до Північної Кореї.

## Дивись також
- Chojoongdong[en]
- Список газет Південної Кореї[en]
- Телекомунікації у Південній Кореї[en]
- Північна Корея у ЗМІ[en]
- TV Chosun